# Val de San Martín
Val de San Martín é um município da Espanha na província de Saragoça, comunidade autónoma de Aragão. Tem 25,5 km² de área e em 2021 tinha 59 habitantes (densidade: 2,3 hab./km²).

## Demografia
| Variação demográfica do município entre 1991 e 2004 | Variação demográfica do município entre 1991 e 2004 | Variação demográfica do município entre 1991 e 2004 | Variação demográfica do município entre 1991 e 2004 |
| --------------------------------------------------- | --------------------------------------------------- | --------------------------------------------------- | --------------------------------------------------- |
| 1991                                                | 1996                                                | 2001                                                | 2004                                                |
| 70                                                  | 74                                                  | 84                                                  | 84                                                  |